# Akyaka, Ula
Akyaka là một thị trấn thuộc huyện Ula, tỉnh Muğla, Thổ Nhĩ Kỳ. Dân số thời điểm năm 2011 là 2.539 người.